# Dostar
Dostar är en ort i Azerbajdzjan.   Den ligger i distriktet Lerik Rayonu, i den södra delen av landet, 220 km sydväst om huvudstaden Baku. Dostar ligger 702 meter över havet och antalet invånare är 362.
Terrängen runt Dostar är huvudsakligen kuperad, men norrut är den bergig. Närmaste större samhälle är Peisar, 19,0 km öster om Dostar. 
I omgivningarna runt Dostar växer i huvudsak blandskog. Runt Dostar är det ganska tätbefolkat, med 129 invånare per kvadratkilometer.